# Ɩ
Ɩ (kleingeschrieben ɩ) ist ein Buchstabe des lateinischen Schriftsystems. Er basiert auf dem griechischen Buchstaben Iota und kann leicht sowohl mit diesem als auch mit dem lateinischen Großbuchstaben I verwechselt werden. Der Buchstabe war früher im internationalen phonetischen Alphabet enthalten und stand für den ungerundeten zentralisierten fast geschlossenen Vorderzungenvokal, wurde aber 1989 abgeschafft und durch den Buchstaben ɪ ersetzt. Er wird allerdings weiterhin in einigen afrikanischen Sprachen wie z. B. Kabiyé und Mòoré verwendet und ist weiterhin im Afrika-Alphabet enthalten.

## Darstellung auf dem Computer
Mit LaTeX kann das Ɩ mit Hilfe der fc-Schriften dargestellt werden. Die zugehörigen Befehle sind \m I für das große und \m i für das kleine Ɩ.
Unicode enthält das große Ɩ im Unicodeblock Lateinisch, erweitert-B am Codepunkt U+0196 und das kleine ɩ im Unicodeblock IPA-Erweiterungen am Codepunkt U+0269.